# Claude, Texas
Claude är en stad i den amerikanska delstaten Texas med en yta av 4,45 km² och en folkmängd som uppgår till 1 196 invånare (2010). Claude är administrativ huvudort i Armstrong County. Orten grundades 1887 som Armstrong City men namnet ändrades snart till Claude efter ingenjören Claude Ayers.